# Sint-Janshuis

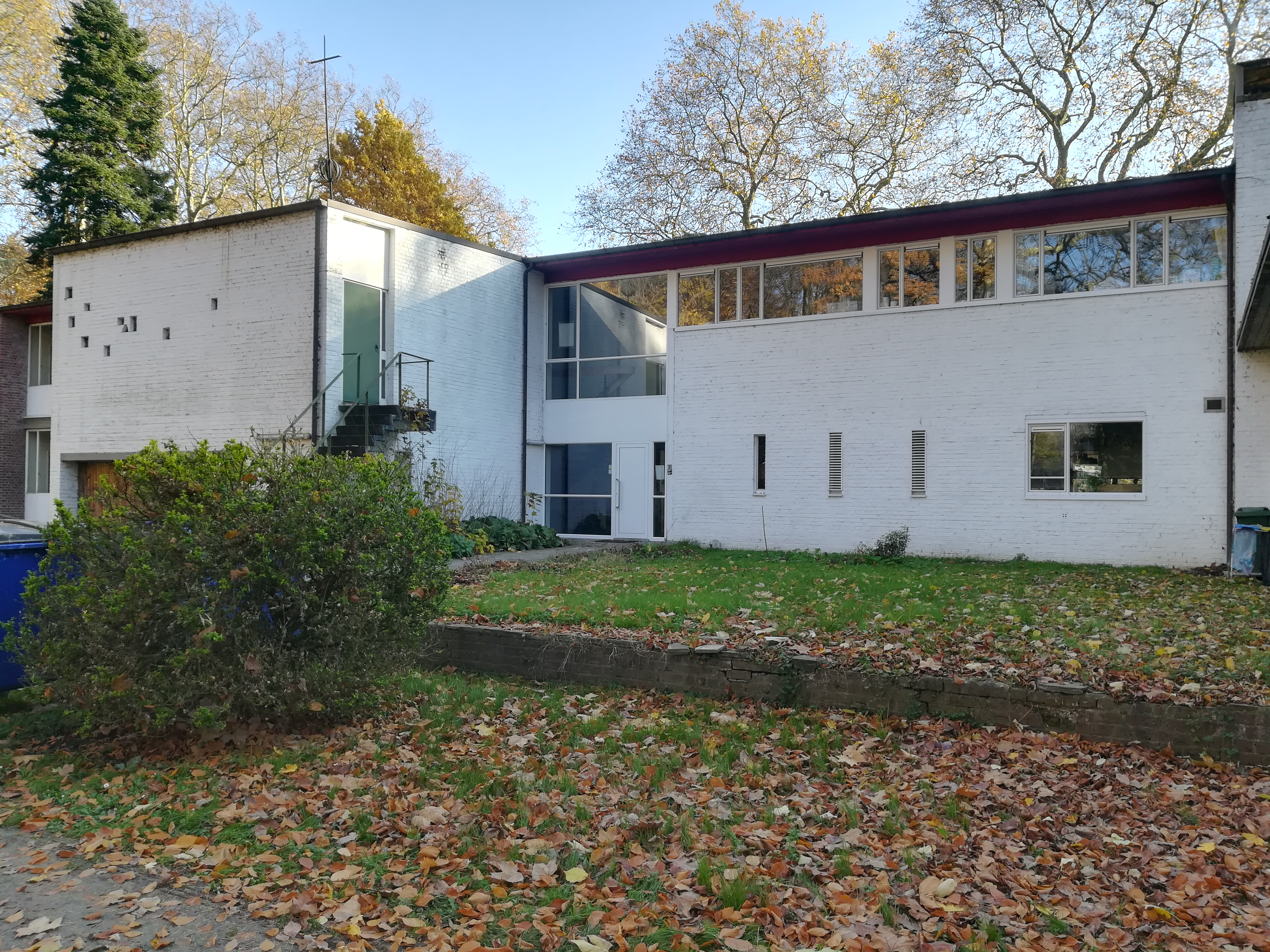
Sint-Janshuis (2017)

Het Sint-Janshuis is een modernistisch gebouw in Heverlee in de Belgische stad Leuven. Het gebouw is gelegen op Campus Arenberg, ten noordwesten van het kasteel van Arenberg en tussen de Celestijnenlaan en de platanendreef in het verlengde van het kasteel. Het is eigendom van de Katholieke Universiteit Leuven en doet dienst als studentenhuis en internationaal onthaal- en gemeenschapscentrum van de Universitaire Parochie.

## Geschiedenis
Aanvankelijk werd in 1954 een ongunstig advies gegeven voor de bouw van het Sint-Janshuis omdat het gebouw en de gekozen materialen niet bij de historische site van het kasteel van Arenberg en het omliggende kasteelpark aansloten. De bouw vatte in 1955 aan, licht verschillend van het met zijn omgeving contrasterende en moderne ontwerp uit 1954. Het Sint-Janshuis was initieel een studentenhuis met kapel en woning voor de directie en werd gebouwd naar een ontwerp van Roger Bastin in opdracht van professor Lucien Morren. In 1960 werd aan de achterzijde van het gebouw een zwembad aangelegd, opnieuw naar ontwerp van Bastin. Het zwembad en de oorspronkelijke groenaanleg zijn echter niet meer aanwezig. Sinds 1976 is het gebouw naast een studentenverblijf ook een internationaal onthaal- en gemeenschapscentrum van de Universitaire Parochie.